# Северное (Восточно-Казахстанская область)
Северное (каз. Северное) — село в Алтайском районе Восточно-Казахстанской области Казахстана. Входит в состав Северного сельского округа. Код КАТО — 634853400.

## Население
В 1999 году население села составляло 251 человек (134 мужчины и 117 женщин). По данным переписи 2009 года, в селе проживало 209 человек (111 мужчин и 98 женщин).

## Географическое положение
Находится в 60 км к юго-востоку от Усть-Каменогорска и в 126 км к западу от Зыряновска.

## История
Северное было заложено в 1763 году как казачий редут Иртышской линии на середине расстояния от Усть-Каменогорской крепости до Бухтарминской крепости.
В настоящее время в Северном имеется неполная средняя школа, фельдшерско-акушерский пункт.
На личном подворье крестьяне выращивают свиней, КРС, птицу, овец и коз.